# Héroes de Zaci
El Héroes de Zaci Fútbol Club es un equipo de fútbol de México que juega en la Segunda División de México. Tiene como sede el Deportivo Lázaro Cárdenas en la Ciudad de México. En 2019 y 2025 el equipo logró el campeonato de la Tercera División.

## Historia
El club se fundó en abril de 2015 teniendo como sede la ciudad de Valladolid, Yucatán, de esta ubicación geográfica se deriva el nombre de la institución, que hace referencia al carácter heroico de la localidad y al antiguo nombre maya de esta. En 2017, el equipo solicitó permiso para no jugar durante esa temporada por problemas con sus instalaciones.
En 2018 el equipo volvió a participar en el balompié mexicano, pero fue trasladado a la Ciudad de México, pues la directiva del club, propietaria del Yalmakan F. C., ya contaba con un equipo reserva en el grupo de la Península de Yucatán y buscaba expandir su presencia en otras zonas de México. Al finalizar el ciclo futbolístico, el club se proclamó campeón de la Tercera División luego de derrotar al Atlético San Francisco, de esta manera, logró su primer campeonato. Sin embargo, después de conseguir el título y el ascenso a Segunda División, el equipo entró en pausa debido a que no contaba con la infraestructura requerida para poder tomar parte en la también llamada Liga Premier de México, con este hiato la directiva se enfocó en tratar de mejorar sus instalaciones de juego o conseguir una nueva sede que fuera aprobada por las autoridades de la competencia.
El 29 de julio de 2020 se anunció la reactivación de la franquicia para participar en la Segunda División, sin embargo, esta fue cedida a préstamo a un grupo de empresarios, quienes trasladaron al equipo a Acámbaro, Guanajuato. Siendo esta, la tercera mudanza en la historia del club. Sin embargo, finalmente, el equipo decidió no participar en la temporada al considerar que su estadio no cumple con los requisitos mínimos para participar por lo que continuó la pausa del club por segunda temporada consecutiva.
Para la temporada 2021-2022 el equipo vuelve a participar en los torneos profesionales, pero siendo inscrito en la Tercera División y regresando a jugar sus partidos como local en la Ciudad de México.
Luego de cuatro años en la Liga TDP, el 25 de mayo de 2025 el equipo volvió a ganar su derecho a ser promocionado a la Liga Premier luego de clasificarse a la final de zona de la cuarta categoría del fútbol mexicano. El 6 de junio el equipo ganó su segundo título nacional de la categoría al derrotar en la final al club Guerreros de Autlán con un marcador de 0-2. Sin embargo, para poder participar en la Segunda División el equipo cambió de sede a Texcoco, Estado de México.

## Temporadas
| Temporada | División  | Posición                    |
| --------- | --------- | --------------------------- |
| 2015/2016 | 5.Tercera | 10o. Grupo I                |
| 2016/2017 | 5.Tercera | 13o. Grupo I                |
| 2017/2018 | No        | Sin participación           |
| 2018/2019 | 5.Tercera | 1.º Grupo V (Campeón)       |
| 2019/2020 | No        | Sin participación           |
| 2020/2021 | No        | Sin participación           |
| 2021/2022 | 5.Tercera | 4.º Grupo V (Dieciseisavos) |
| 2022/2023 | 5.Tercera | 3.º Grupo V (Dieciseisavos) |
| 2023/2024 | 5.Tercera | 3.º Grupo V (Dieciseisavos) |
| 2024/2025 | 5.Tercera | 1.º Grupo V (Campeón)       |

## Palmarés
| Competición nacional   | Títulos              | Subcampeonatos |
| ---------------------- | -------------------- | -------------- |
| Tercera División (2/0) | 2018/2019, 2024/2025 |                |